# George Musso
George Francis Musso (Collinsville, 8 aprile 1910 – Edwardsville, 5 settembre 2000) è stato un giocatore di football americano statunitense.
Musso giocò per tutti i suoi dodici anni di carriera con i Chicago Bears della National Football League (NFL) con cui vinse 4 campionati (1933, 1940, 1941, 1943). Nel 1982 è stato inserito nella Pro Football Hall of Fame

## Carriera professionistica
George Halas, proprietario dei Bears, che aveva dubbi su Musso che proveniva dalla modesta Millikin University, gli offrì un contratto da 90 dollari a partita (metà di quanto veniva pagato un giocatore all'epoca). Musso accettò e, malgrado all'inizio avesse faticato, divenne la colonna della linea offensiva dei Bears per 12 stagioni. Una ragione per cui i Bears in quel periodo erano soprannominati "Monsters of the Midway" era l'imponente stazza di Musso, 101 kg, che lo rendeva uno dei giocatori più pesanti di tutta la lega. I suoi compagni di squadra lo chiamarono "Moose." Giocò come offensive tackle fino al 1937 quando fu spostato nel ruolo di guardia. Fu il primo giocatore ad essere inserito nella formazione ideale della stagione in due ruoli: tackle (1935) e guard (1937). Giocò come guardia nel mezzo o come nose tackle in difesa per tutta la carriera. Musso fu il capitano dei Chicago Bears per nove stagioni, giocando accanto ad altre stelle della lega come Link Lyman, Joe Kopcha, Walt Kiesling, Bulldog Turner, Joe Stydahar e Dan Fortmann. Disputò sette finali di campionato, vincendone quattro (1933, 1940, 1941, and 1943). Fu inserito nella Pro Football Hall of Fame nel 1982. Nel corso della sua carriera , Musso giocò contro due futuri Presidenti degli Stati Uniti: nel 1929 contro Ronald Reagan dell'Eureka College, mentre nel 1935 contro Gerald Ford di Michigan nel College All-Star game.

## Palmarès

### Franchigia
4
Chicago Bears: 1933, 1940, 1941, 1943

### Individuale
- Convocazioni al Pro Bowl: 3

1939, 1940, 1941

## Statistiche
| Partite totali | 128 |